# ヤマハ・ボルト
ボルト（BOLT）は、ヤマハ発動機が製造販売しているオートバイ（大型自動二輪車）の名称である。
本項では派生車種にあたるSCR950（エスシーアール950）についても記述する。

## 概要
ボルトは、日本国外専用モデルとなるミッドナイトスター（XVS950）の派生モデルとして登場した新型車種である。
従来の「ロー & ロング」のクルージングモデルとは異なり、「ボバー」スタイルを意識した車体構成となる。クルーザー（アメリカン）ながらもネイキッドに近いスポーティーなモデルとなっている。なお、ヤマハ公式のアナウンスでは、北米および日本市場に対しては「クルーザー」との位置付けを行っている。他方、欧州向けとしては、XJR1300やVMAXと同じ枠の「スポーツヘリテージ」カテゴリとし、クルーザーとは一線を画した位置付けが行われている。
2013年4月に北米向けモデルとして発売されたのがシリーズ第1弾となる。
北米仕様の最大の特徴としては、サドル型フロントシートのみの単座となっており一人乗り仕様である点が挙げられる（これについてはメキシコ仕様でも共通となっている）。後に追加されたC-SPECにおいても、シート後方にシートカウルを装着して単座仕様となっている。
日本国内モデルとしては、同2013年12月に発売された。国内市場向けのクルーザーラインナップとしては、XVS950ミッドナイトスターが国外専用モデルであることから、初の950ccクラスのモデルとなる。日本国内仕様では、北米仕様とは異なり、サドル型フロントシートは共通ながらピリオンシートの追加装備により複座の二人乗り仕様となっている（これについては欧州一般仕様でも共通となっている）。また、後に追加されたCスペックにおいては、シートカウルのないセミダブルシートが採用され二人乗り仕様となっている。
初期ラインナップは、標準タイプの「ボルト」、ABS装備タイプの「ボルトABS」、リザーバータンク付きリアショックアブソーバーとヌバック調シートを採用した「ボルトRスペック」、およびABS装備タイプの「ボルトRスペックABS」の4機種にて展開された。
2015年モデルとして新たに「ボルトCスペック」および「ボルトCスペックABS」が登場。セパレートハンドルと後退したステップ位置に加え、ホールド性の高いシート形状によりライディングポジションが前傾化され、スポーツ性を更に高めている。クラシカルな雰囲気を演出するフォークブーツを採用するなど「カフェレーサー」スタイルを意識したモデルである。
車名の表記に関しては、日本国内仕様は「XVS950CU BOLT」が正規表現となり、北米仕様では「BOLT」、欧州仕様では「XV950」となっている。また、メキシコ仕様では「XV950 BOLT」であるなど、仕向け地により名称に幅が見られる。
2017年5月25日に通常仕様とR仕様がモデルチェンジされ、ABSが標準装備となり、エンジン出力は平成28年環境規制に対応しつつスペックが向上される。また容量と構造を見直した燃料タンクが搭載される。

## モデル一覧
- ボルト〔XVS950CU BOLT〕：標準モデルの通常仕様車（初期モデル）
- ボルトABS〔XVS950CU BOLT(A)〕：標準モデルのABS仕様車。
- ボルトRスペック〔XVS950CU BOLT-R〕：上級装備モデルの通常仕様車。（初期モデル）
- ボルトRスペックABS〔XVS950CU BOLT-R(A)〕：上級装備モデルのABS仕様車。
- ボルトCスペック〔XVS950CU BOLT-C〕：スポーツモデルの通常仕様車。
- ボルトCスペックABS〔XVS950CU BOLT-C(A)〕：スポーツモデルのABS仕様車。

## SCR950
SCR950は、2016年に北米・欧州市場向けとして発表されたモデルである。
車体とエンジンはボルトをベースとしているが、アップハンドルに換装して座席シートを長くし、前後ホイールをワイヤースポークとしてトレールタイヤを装備したことにより「スクランブラー」をイメージしたデザインとなっており、ベースのボルト同様に「スポーツヘリテージ」として位置づけられている。
2017年5月25日より日本国内仕様として SCR950 ABS が発売された。